# Yodel It!

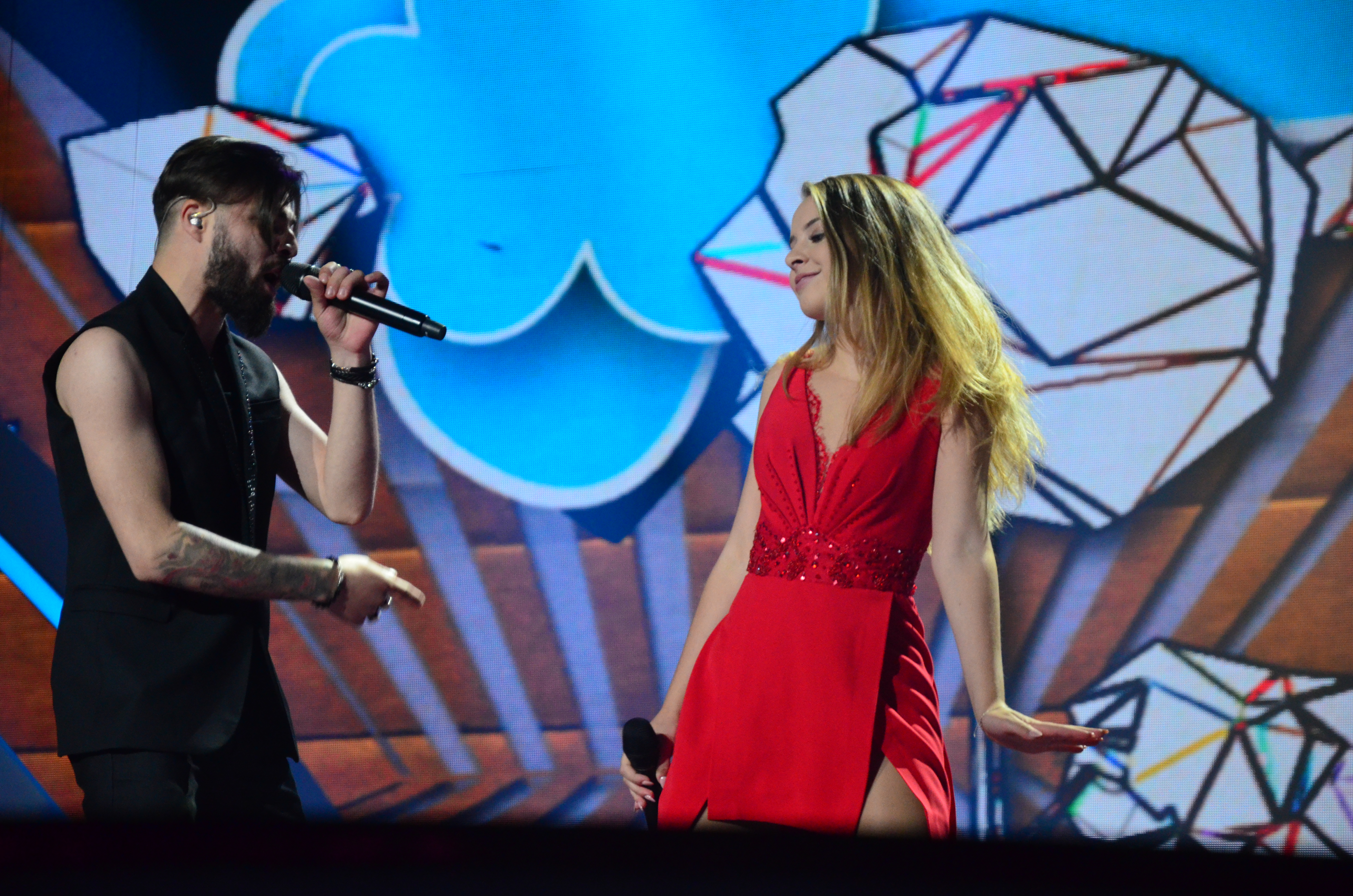
Em 10 de maio de 2017, ocorreu em Kiev a última preparação para a semifinal 2 do Eurovision Song Contest

Yodel It! é uma canção dos cantores Ilinca & Alex Florea. Eles irão representar a Roménia no Festival Eurovisão da Canção 2017.